# Басакирова къща
Басакировата къща (на гръцки: Αρχοντικό Μπασακύρου) е възрожденска къща в град Костур, Гърция.

## Местоположение
Къщата е разположена в южната традиционната югоизточна махала Носокомио (Болница) на улица „Носокомио“ № 45.

## История
Семейство Басакирос пристига в Костур от Волос, преследвани от турците след Гръцкото въстание от 1821 година. Къщата е изградена през XIX век.
В 1965 година сградата е обявена за паметник на културата.

## Архитектура
Къщата е двуетажна. Сградата дълги години е в развалини с паднал покрив, но по-късно е реставрирана.